# Braket-jelölés
A braket-jelölés a kvantumállapotok bevett jelölése a kvantummechanikában. Kompakt jelölés, ahol a {\displaystyle |\psi \rangle } ket (vektor) egy állapotvektort (oszlopvektort), a {\displaystyle \langle \phi |} bra (vektor) pedig egy transzponált konjugált állapotvektort (sorvektort) jelöl. A nevét a jelölés az angol „bracket” („zárójel”) szóról kapta, ahol a „bra” és „ket” betűcsoportok úgy zárják közbe a „c” betűt, mint a bra és ket vektorok egy C operátort. Az állapotvektorok belső szorzata {\displaystyle \langle \phi |\psi \rangle } alakban írandó. A jelölést Paul Dirac vezette be, és Dirac-jelölésként is ismert. A matematika és a kvantumszámítás is használja.

## Bra és ket
A kvantummechanikában egy fizikai rendszert egy komplex H Hilbert-tér vektorával azonosítjuk. Mindegyik vektort „ket”-nek, vagy „ket vektornak” hívjuk és így írjuk:
{\displaystyle |\psi \rangle }
Minden ket vektornak van egy „bra” duálisa:
{\displaystyle \langle \psi |}
Ez egy folytonos lineáris funkcionál H-ból C-be (komplex számok), amit a következő kifejezés definiál:
{\displaystyle \langle \psi |\rho \rangle ={\bigg (}|\psi \rangle \;,\;|\rho \rangle {\bigg )}} minden {\displaystyle |\rho \rangle } ket-re
ahol ( , ) a Hilbert-tér belső szorzata. A bra egyszerűen a ket transzponált konjugáltja (vagy hermitikus konjugáltja). A jelölést a Riesz-féle reprezentációtétel igazolja, ami kijelenti, hogy a Hilbert-tér és duális tere izometrikusan izomorf. Így minden bra pontosan egy ket-nek felel meg és megfordítva. Ez nem mindig van így, csak addig, amíg a definiáló függvények négyzetesen integrálhatók (ld. például Cohen-Tannoudji). Tekintsünk egy kontinuum számosságú bázist és egy Dirac-féle delta-függvényt, vagy egy szinusz- vagy koszinuszfüggvényt mint hullámfüggvényt. Az ilyen függvények nem négyzetesen integrálhatók, ezért az adódik, hogy vannak olyan bra-k, amiknek nincs megfelelő ket-jük. Ez nem futtatja zátonyra kvantummechanikát, mert minden fizikailag realisztikus hullámfüggvény négyzetesen integrálható.
A braket-jelölés akkor is használható, ha a vektortér nem Hilbert-tér. Bármely B Banach-térben a vektorok jelölhetők kettel és a folytonos lineáris funkcionálok braval. Bármely nemtopologikus vektortér vektorait is jelölhetjük kettel és a lineáris funkcionálokat bra-val. Ebben az általános esetben a braketnek nincs belső szorzat jelentése, mivel a Riesz-féle reprezentációtétel nem alkalmazható.
A {\displaystyle \langle \phi |} bra és a {\displaystyle |\psi \rangle } ket szorzata, amit bra-ket-nek hívhatunk:
{\displaystyle \langle \phi |\psi \rangle }.
egy komplex szám. A kvantummechanikában ez annak a valószínűségi amplitúdója, hogy a {\displaystyle \psi \!} állapot a {\displaystyle \phi .\!} állapotba essen a mérés során.

## Tulajdonságok
Mivel minden ket egy vektor egy komplex Hilbert-térben és minden bra-ket egy belső szorzat, a következő műveletek lehetségesek:
{\displaystyle \langle \phi |\;{\bigg (}c_{1}|\psi _{1}\rangle +c_{2}|\psi _{2}\rangle {\bigg )}=c_{1}\langle \phi |\psi _{1}\rangle +c_{2}\langle \phi |\psi _{2}\rangle }
{\displaystyle {\bigg (}c_{1}\langle \phi _{1}|+c_{2}\langle \phi _{2}|{\bigg )}\;|\psi \rangle =c_{1}\langle \phi _{1}|\psi \rangle +c_{2}\langle \phi _{2}|\psi \rangle }
{\displaystyle c_{1}|\psi _{1}\rangle +c_{2}|\psi _{2}\rangle } duálisa {\displaystyle c_{1}^{*}\langle \psi _{1}|+c_{2}^{*}\langle \psi _{2}|}
{\displaystyle \langle \phi |\psi \rangle =\langle \psi |\phi \rangle ^{*}}
ahol {\displaystyle c_{1},c_{2}\,} komplex számok.

## Lineáris operátorok
Ha A : H → H lineáris operátor, akkor A-t egy {\displaystyle |\psi \rangle } ket-re alkalmazva a {\displaystyle (A|\psi \rangle )} ket-et kapjuk. A lineáris operátorok mindenütt jelen vannak a kvantummechanikában, például a fizikai mennyiségeket önadjungált operátorok, a szimmetriatranszformációkat unitér operátorok képviselik.
Az operátorokat tekinthetjük úgy is, mint ami jobbról a bra-ra hat. A {\displaystyle (\langle \phi |A)} konstrukció egy bra, ami egy lineáris funkcionál H-n a következő szabály szerint:
{\displaystyle {\bigg (}\langle \phi |A{\bigg )}\;|\psi \rangle =\langle \phi |\;{\bigg (}A|\psi \rangle {\bigg )}}.
Ezt a kifejezést szokásosan így írjuk:
{\displaystyle \langle \phi |A|\psi \rangle .}
H-n komponálhatunk operátort a külső szorzattal:
{\displaystyle |\phi \rangle \langle \psi |}
ami a {\displaystyle |\rho \rangle } ket-et leképezi a {\displaystyle |\phi \rangle \langle \psi |\rho \rangle } ket-re (ahol {\displaystyle \langle \psi |\rho \rangle } egy skalár). A külső szorzatot például projekciós operátorok megkonstruálására használhatjuk. Legyen {\displaystyle |\psi \rangle } 1-es normájú ket. Az általa kifeszített altérbe vetítő operátor ekkor:
{\displaystyle |\psi \rangle \langle \psi |.}

## Összetett bra és ket
A V és W Hilbert-terekből tenzorszorzattal képezhetünk egy harmadikat: {\displaystyle V\otimes W}. A kvantummechanikában ha egy rendszer egy V és W által leírt alrendszerből áll, akkor a teljes rendszert a tenzorszorzat írja le – kivéve ha az alrendszerek azonos részecskék, mert ekkor a helyzet egy kicsit bonyolultabb.
Ha {\displaystyle |\psi \rangle } egy ket V-ben és {\displaystyle |\phi \rangle } egy ket W-ben, akkor a tenzorszorzatuk egy ket {\displaystyle V\otimes W}-ben, amit többféleképpen írhatunk:
{\displaystyle |\psi \rangle |\phi \rangle } vagy {\displaystyle |\psi \rangle \otimes |\phi \rangle } vagy {\displaystyle |\psi \phi \rangle } vagy {\displaystyle |\psi ,\phi \rangle .}

## Reprezentációk braket-jelöléssel
A kvantummechanikában gyakran kényelmesebb a vektoroknak egy bázisra vett vetületeivel dolgozni, mint magukkal a vektorokkal. Az ok, hogy az utóbbiak egyszerűen komplex számok, amiket parciális differenciálegyenletekben használhatunk (például a Schrödinger-egyenlet helykoordináta-bázison). Ez az eljárás nagyon hasonlít a koordinátavektorok használatához a lineáris algebrában.
Például egy nulla spinű részecske Hilbert-terét az {\displaystyle \lbrace |\mathbf {x} \rangle \rbrace } helybázis feszíti ki, ahol x befutja az összes helyvektort. Kiindulva bármely {\displaystyle |\psi \rangle } ket-ből ezen a Hilbert-téren definiálhatunk egy komplex skalár függvényt, a hullámfüggvényt:
{\displaystyle \psi (\mathbf {x} )\equiv \langle \mathbf {x} |\psi \rangle .}
Ezután definiálhatjuk a hullámfügvényre ható operátorokat a ket vektorokon ható operátorok segítségével:
{\displaystyle A\psi (\mathbf {x} )\equiv \langle \mathbf {x} |A|\psi \rangle .}
Például a p impulzus operátorát:
{\displaystyle \mathbf {p} \psi (\mathbf {x} )\equiv \langle \mathbf {x} |\mathbf {p} |\psi \rangle =-i\hbar \nabla \psi (x).}.
A számolás közben előfordul a
{\displaystyle -i\hbar \nabla |\psi \rangle }
kifejezés, amit úgy kell érteni, hogy a differenciáloperátor egy absztrakt operátor, ami a koordinátákra vetítéskor a következőképpen hat:
{\displaystyle -i\hbar \nabla \langle \mathbf {x} |\psi \rangle .}